# Stazione di Kichijōji
La stazione di Kichijōji (吉祥寺駅?, Kichijōji-eki) è una stazione ferroviaria di Musashino, città conurbata con Tokyo che serve le linee JR East Chūō Rapida e Chūō-Sōbu, e la linea Keiō Inokashira, della quale è stazione di termine.

## Linee

### Treni
- East Japan Railway Company
  - ■ Linea Chūō-Sōbu
  - ■ Linea Rapida Chūō
- Keiō Corporation
  - ● Linea Keiō Inokashira